# Tarnów
Tarnów ([ˈtarnuf]; Duits: Tarnau) is een stad in het Poolse woiwodschap Klein-Polen. Het is een stadsdistrict. De oppervlakte bedraagt 72,38 km², het inwonertal 118.267 (2005).
Tarnów werd in de 14e eeuw gesticht en was gunstig gelegen aan de handelsroute tussen Krakau en Lwow. In de 15e eeuw werd Tarnów door een grote stadbrand verwoest. De eigenaren van de stad - de familie Tarnowski - gaven de opdracht aan Italiaanse bouwmeesters de stad geheel te herbouwen. Hun invloed is tot op de dag van vandaag nog waarneembaar onder andere in de vorm van het rechthoekige stadsplein als centrum van de stad, met een aantal huizen uit de renaissance.
Aan dit marktplein liggen onder andere de vroegere synagoge (nu een museum) en het stadhuis, waarvan de onderste verdiepingen en de toren nog uit de 14e eeuw stammen.

## Verkeer en vervoer
- Station Tarnów

## Partnersteden
- Kotlas (Rusland)
- Schoten (België)
- Trenčín (Slowakije)

## Foto's

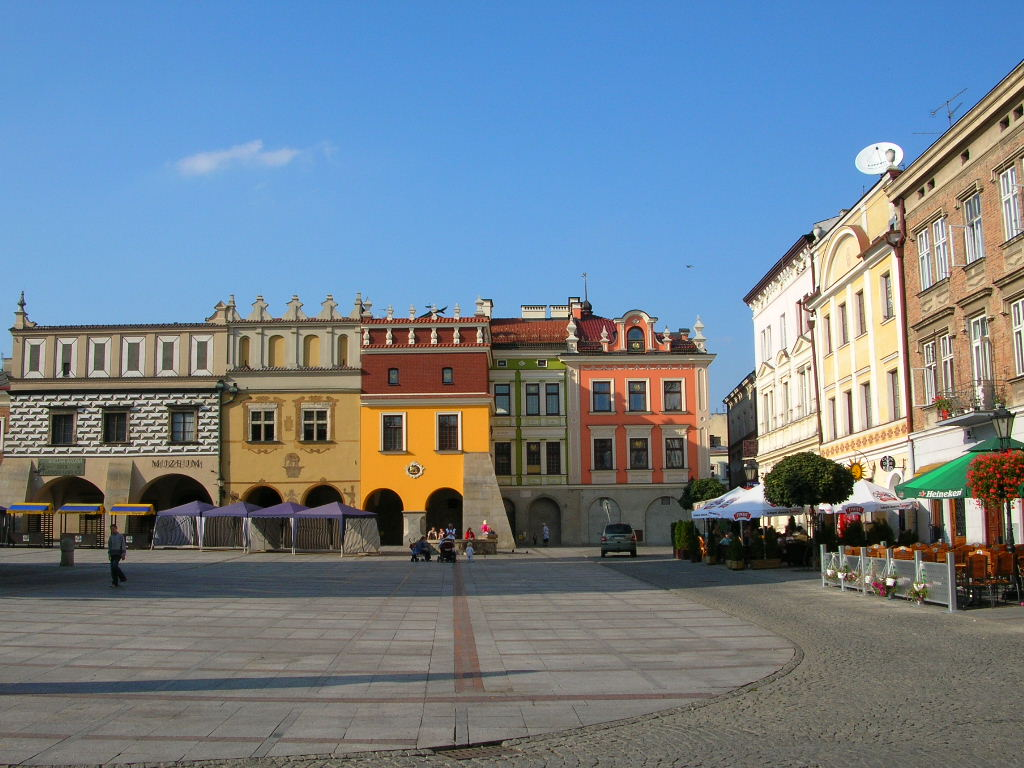
Centrum van de stad
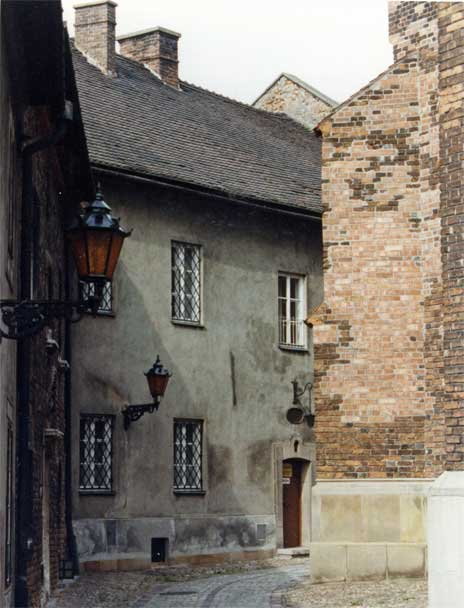
Straat in Tarnów
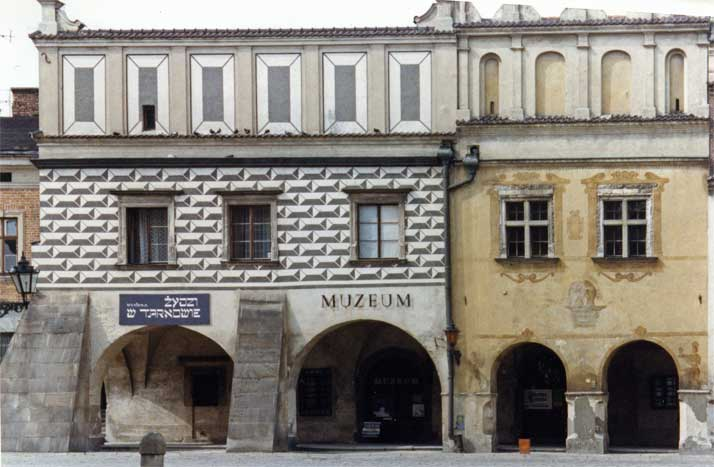
de vroegere synagoge van Tarnów
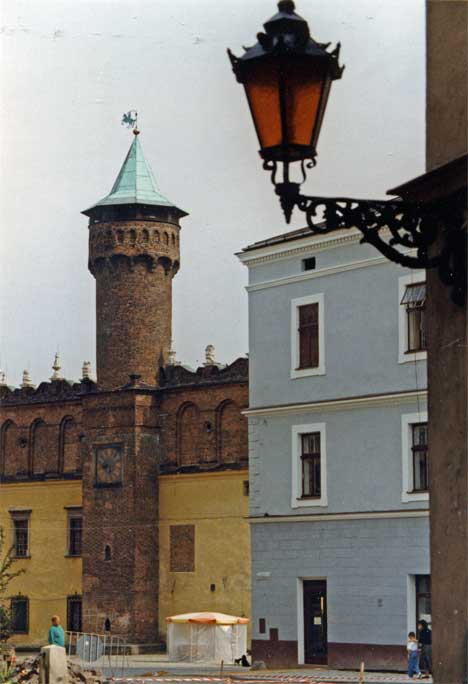
het stadhuis van Tarnów

## Geboren in Tarnów
Stadsdistricten:
Krakau (Kraków) · Tarnów · Nowy Sącz

Districten:
Bochnia · Brzesko· Chrzanów · Dąbrowa Tarnowska · Gorlice · Krakau · Limanowa · Miechów · Myślenice · Nowy Sącz · Nowy Targ · Olkusz · Oświęcim · Proszowice · Sucha · Tarnów · Tatra · Wadowice · Wieliczka

Grootste steden:
Bochnia · Chrzanów · Gorlice · Krakau · Nowy Sącz · Nowy Targ · Olkusz · Oświęcim · Tarnów · Zakopane